# جائزة رونالد ريغان للحرية
جائزة ريغان للحرية هي جائزة تقدمها سنويًا مُؤسسة رونالد ريغان الرئاسية لتكريم مناصري الحرية والديمقراطية، سواء كانوا قادة سياسيون، أو ناشطون في مجال حقوق الإنسان، أو أفرادًا أسهموا في الدفاع عن الحرية والكرامة الإنسانية. تُمنح الجائزة لأشخاص يتميزون بقيادتهم، وإسهاماتهم المهمة في تعزيز الحرية حول العالم."